# Артюх, Юрий Николаевич
Юрий Николаевич Артюх (Jurijs Artjuhs) (19.04.1943 — 31.10.2012) — советский и латвийский учёный в области вычислительной техники, доктор технических наук (1990), профессор (1993), старший научный исследователь Института электроники и компьютерных наук АН Латвии.
Родился 19 апреля 1943 г. в Виннице.
Окончил Рижский политехнический институт (1965), факультет автоматики и вычислительной техники.
С 1965 г. в Институте электроники и компьютерных наук: инженер, младший научный сотрудник и одновременно (1968—1972) заочный аспирант, старший научный сотрудник, руководитель группы, с 1976 г. зав. лабораторией.
В 1972 г. защитил кандидатскую («Диодные переключатели тока в быстродействующих схемах дискретной автоматики»), в 1990 г. — докторскую диссертацию. Его докторская степень в 1993 году была нострифицирована как степень хабилитированного доктора компьютерных наук в соответствии с учеными степенями Латвийской Республики. Профессор (1993).
Научные интересы: точное измерение времени, создание нестандартных методов и приборов для измерения параметров частоты и времени; дискретизация сигналов и методы их анализа.
Под его руководством созданы таймеры событий, которые используются в медицине, геофизике, астрофизике. Среди них многоканальный спектрометр UMP-40 для астрономии (1975), система измерения лазерных сигналов LDIS для аэродинамики (1980), измерительная система PICAP (1985) и таймер событий А911 (1990) для лазерной локации.
Автор более 150 научных публикаций, в том числе двух монографий, и 45 изобретений.
Лауреат Государственной премии Латвийской ССР (1980) — за разработку быстродействующих систем автоматизации, Европейской премии в области информатики (1997) и премий Академии наук Латвийской ССР за 1975, 1979, 1982,1985, 1988 гг.
Сочинения на русском языке:
- Сетевая архитектура распределенных многопроцессорных систем реального времени : (Архитектура «Хронос») / Ю. Н. Артюх, В. А. Беспалько. — Рига : ИЭВТ, 1989. — 64 с. : ил.; 20 см. — (Препр. АН ЛатвССР, Ин-т электрон. и вычисл. техники; ИЭВТ-Н29).
- Скоростные измерительные субсистемы / [Ю. Н. Артюх, В. А. Беспалько, В. Я. Загурский, Э. А. Якубайтис]; Под ред. Э. А. Якубайтиса. — Рига : Зинатне, 1980. — 184 с. : ил.; 21 см.

Умер 31.10.2012 в Риге.